# Beorhtric
Beorhtric (což zhruba znamená „Skvělý vládce“), též Brihtric nebo Byrhtric (narozen?, zemřel 802), byl anglosaský král Wessexu v letech 786–802. Stejně jako jeho předchůdci, kteří nastoupili po králi Ineovi, nepatří Beorhtric k pokrevní královské linii rodu Cerdikovců a jeho původ je nejasný. Nastoupil po zavražděném králi Cynewulfovi, ale většinu moci drželi jeho žena a tchán.

## Původ
Jména rodičů krále Beorhtrika neznáme, ale Anglosaská kronika tvrdí, že měl být přímým mužským potomkem krále Cerdika a měl údajně pocházet z královské krve Wessexu, ale tato tvrzení byla zřejmě účelová a měla sloužit k legitimizaci jeho nároku na královskou korunu. Patří do skupiny pěti západosaských králů z období mezi lety 726 a 802 (Æthelheard, Cuthred, Sigeberht, Cynewulf a Beorhtric), jejichž původ je vnímán skepticky.

## Vláda
V roce 786 byl zabit æthelingem Cyneheardem, bratrem svrženého krále Sigeberhta, král Cynewulf. Cyneheard byl zabit brzy poté.
Beorhtric nastoupil na trůn Wessexu v roce 786 hned poté, co byl král Cynewulf zavražděn. Není jasné, zda byl Cynewulfem určený jako jeho nástupce nebo zda využil mocenského vakua jako outsider. Na trůn Beorhtrikovi možná pomohl mercijský král Offa (757–796), jenž byl nejsilnějším vládcem v Anglii v té době, a král Beorhtric se rychle dostal pod jeho vliv. Musel nejprve bojovat s uchazečem o trůn Ecgberhtem, kterého nakonec s pomocí krále Offy mezi lety 789 a 796 vypudil z Anglie do franckého vyhnanství.
Král Beorhtric byl blízkým spojencem krále Offy. V roce 789 se oženil s jeho dcerou Eadburgou, čímž tehdy pravděpodobně stvrdil formální spojenectví. Král Offa byl v této alianci jednoznačně dominantním partnerem. V roce 787 oba králové společně uspořádali první z Chelsijských synod.
Území ležící tradičně na hranicích Mercie a Wessexu byla spravována mercijským soudem, jak naznačují listiny vydané králem Offou a jeho synem Ecgfrithem, a Wessex, zdá se, používal Offovu měnu: průzkumy raně středověkých nálezů jednotlivých mincí prováděné na přelomu 20. a 21. století odhalují sérii nálezů Offových pencí, které vedou od Horní Temže až do Warehamu, historického města spojeného s králem Beorhtrikem. Král Offa mohl disponovat pozemky v současném hrabství Somerset (nominálně v království Wessex), ale Beorhtric zůstal nezávislým králem.
Během Beorhtrikovy vlády zaznamenává Anglosaská kronika první nájezdy vikingů na Anglii. Tři lodě dánských nebo norských vikingů okolo roku 789 přistály na pobřeží současného hrabství Dorset nedaleko ostrova Portland. Seveřané zabili vysokého královského správního úředníka Beaduhearda, který se domníval, že se jedná o obchodníky. Nicméně tyto rané nájezdy zůstaly zpočátku bez dalekosáhlých důsledků. Vyhnaný Ecgberht se vrátil patrně na konci 90. let 8. století z exilu a byl uznán za krále alespoň v části Wessexu.

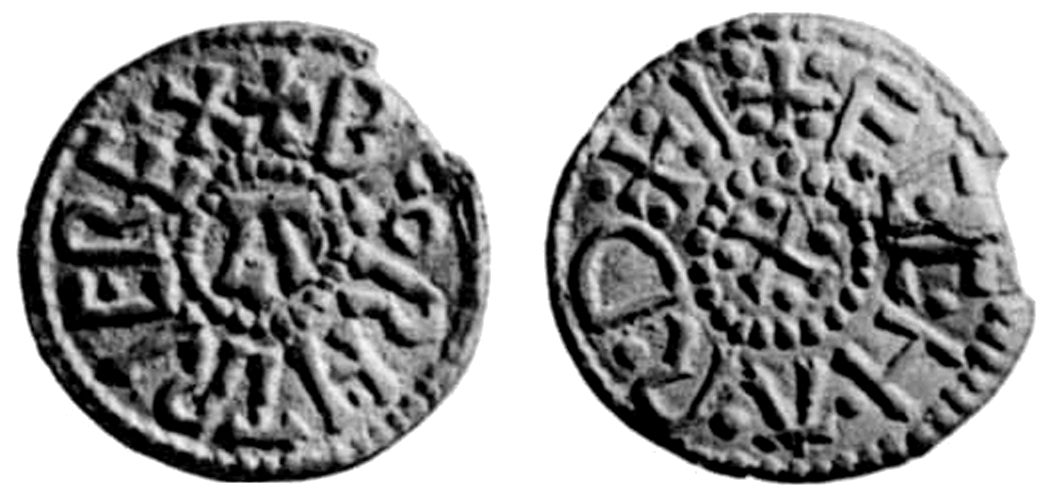
Beorhtrikova mince, pravděpodobně ražená ve Winchesteru kolem roku 795.

Po Offově smrti během léta 796 udržovali Beorhtric i Eadburg dobré kontakty s jeho synem a nástupcem Ecgfrithem, který ale vládl pouze po dobu šesti měsíců. Moc Mercie nad Anglií zeslábla a Beorhtric během tohoto období dosáhl větší nezávislosti. Na oplátku za podporu krále Ecgfritha získal král Beorhtric zpět část půdy u Malmesbury, kterou předtím král Offa anektoval.
Potom se zdá, že se král Beorhtric dostal pod nadvládu následujícího mercijského krále Cenwulfa (796–821), který během několika let obnovil hegemonii Mercie nad jižní Anglií. Po roce 799 Beorhtrikův vztah k Mercii vypadá podobný situaci před Offovou smrtí. V roce 798 souhlasil, že se Cenwulfův syn Cynehelm stane pánem nad opatstvím v Glastonbury. Okolnosti tohoto souhlasu nejsou jasné, ale je nepravděpodobné, že by tak učinil král Beorhtric dobrovolně. Jeho moc v současném hrabství Somerset zůstala nedotčena, jak svědčí listiny, ve kterých disponoval tamními pozemky bez odkazu na Mercii.

## Ražba mincí
Jediné wessexské mince zatím nalezené byly vyraženy v období po Offově smrti, což naznačuje, že Beorhtric založil novou mincovnu (patrně ve Winchesteru, asi roku 795). Jedna z těchto mincí byla nalezena v roce 1854 v současném hrabství Hampshire.
Asi od roku 796 nechal král Beorhtric razit stříbrné mince (pæneġas) podle mercijského vzoru. Spor se vede o to, zda se mincovna nalézala v Hamwiku (Southampton) nebo ve Winchesteru. Mince byly raženy pouze v malém počtu a jejich ražba byla spíše otázkou prestiže a zosobněním jeho nároku na korunu Wessexu, než aby sloužily ekonomickým účelům. Tři nalezené Beorhtrikovy mince pocházejí ze dvou různých ražeb.

## Listiny
Výměnu půdy s knížetem (princeps) Hemelem prokazoval král Beorhtric listinou vydanou okolo roku 790. V roce 794 převedl půdu na svého vojenského správce (præfectus) Wigfritha a roku 801 na knížete (princeps) Lullu. Roku 796 podepsal král Beorhtric dvě listiny mercijského krále Ecgfritha jako svědek. Beorhtric byl považován za „velmi zbožného“, nejsou ale známy žádné jeho dary, ani privilegia pro kláštery nebo kostely. Skutečnost, že nemnoho dochovaných listin uvádí pouze seznam obdarovaných laiků, je pravděpodobně jen náhodná.

## Beorhtrikova smrt
O více než půlstoletí později uvádí biskup Asser, učenec na dvoře Alfréda Velikého, historku o tom, že Beorhtrika omylem otrávila jeho choť Eadburg. Ta podle tohoto vyprávění potom uprchla do Franské říše a uchýlila se do kláštera. Z kláštera byla posléze vyhnána poté, co byla přistižena s mužem. Původ této historky je pochybný. Negativní obraz Eadburgy, kterou biskup Asser vinil také z mnoha intrik a několika otrav, vychází spíše z propagandy Beorhtrikova nástupce Ecgberhta (802–839), který byl nepřátelský vůči Beorhtrikovi i Eadburžině otci králi Offovi, než z historických faktů. Sebevědomě vystupující Eadburg pravděpodobně opravdu jednostranně zastupovala zájmy Mercie.
Naproti tomu uvádí Anglosaská kronika, že „Beorhtric a hrabě (ealdorman) Worr zemřeli a Ecgberht nastoupil na trůn“. Současně hrabě (ealdorman) Æthelmund z království Hwicce u Kempsfordu (současné hrabství Gloucestershire) překročil Temži, ale v bitvě byl poražen wessexským hrabětem (ealdormanem) Wiohstanem. Nejpravděpodobnější interpretace tohoto zápisu je, že Ecgberht napadl Wessex spolu se svými stoupenci a Beorhtric padl v bitvě. Zda na Mercii závislé království Hwicce zasáhlo do bojů na straně Beorhtrika nebo zda se jednostranně snažilo využít chaosu ve Wessexu, zůstává v rovině spekulací.
Anglosaská kronika uvádí, že Beorhtric byl pohřben ve Warehamu v roce 802. Jeho nástupcem se stal Ecgberht.